# Porky's Hero Agency
Porky's Hero Agency est un cartoon, réalisé par Bob Clampett et sorti en 1937, qui met en scène Porky Pig.